# II. Odó, Blois grófja
II. Odó (kb. 982 – 1037. november 15.) volt 1004 és 1037 között Blois és Chartres grófja.

## Élete
Apja I. Odó, Blois grófja, anyja Burgundi Berta volt.
1004-ben bátyja, II. Theobald lemondása után örökölte Blois, Chartres, Châteaudun, Provins, Reims és Tours grófja címeket. 1022-től Troyes és Meaux grófja. A korabeli viszonyokhoz képest is harciasnak számított, uralkodását végigkísérték a szomszédos feudális államokkal vívott harcok, illetve háborút viselt az itáliai és a burgund királyi cím megszerzéséért is.
Első felesége, Normandiai Matilda halála után (1006) vitába keveredett sógorával, II. Richárd normandiai herceggel, mivel nem akarta visszaadni Matilda hozományát, a dreux-i kastélyt. Odó anyjának második férje, II. Róbert francia király beavatkozott a vitába és végül Odónak adott igazat. 1016-ban megpróbálta elfoglalni a szomszédos Touraine-t, de az 1016. július 16-án Pontlevoy közelében vívott csata során III. Fulkó, Anjou grófja és I. Herbert, Maine grófja vereséget mértek rá. Anjou-val ezt követően is háborúskodott, 1025-ben megpróbálta elfoglalni Saumurt, de ismét kudarcot vallott.

### Troyes megszerzése
1021 és 1023. között meghalt Troyes-i Grófság uralkodója, I. István, Champagne grófja, aki nem hagyott és nem is jelölt meg örököst. A grófság öröklésének kérdését ismét II. Róbert kívánta rendezni, aki azt mostohafiának, István rokonának ítélte azt. Pár hónappal később azonban válság tört ki: a reims-i érsek (I. Ebles, Roucy grófja) értesítette a királyt Odó tetteiről, aki úgy határozott, hogy megfosztja Odót a grófságtól. Utóbbi ezt nem tűrte és Troyes bekebelezése után megtámadta Roucy-t és a reims-i érsek birtokait is. Még Róbert hívei, Fulbert chartres-i püspök (később szentté avatták) és II. Richárd normandiai herceg is Odó támogatta, mivel véleményük szerint Róbert "nem viselkedhet úgy, mint egy zsarnok".
1023-ban II. Róbert maga elé idézte Odót, aki kellő formaságok kíséreténen tudatta a királlyal, hogy nem adja vissza a grófságot és hogy a királynak nincs megfelelő ereje ahhoz, hogy elvegye tőle. 1024-ben Compiègne közelében tartott tanácson a helyi nemesek azt javasolták a királynak, hogy egyezzen ki Odóval és II. Róbert kénytelen volt birtokaiban megerősíteni. Odó ezt követően megtámadta Theoderic lotaringiai herceget és Ferrit, Toul grófját. Odónak sikerült elfoglalni területeiket és két erődítményt építtetett Bourmont dans le Bassigny és Vaucouleurs sur la Meuset térségében. Ekkor csak a II. Róbert király és II. Henrik német-római császár között kötött szövetség tudta megállítani - közösen kényszerítették arra, hogy Reims-t visszaadja az érseknek és lerombolták az új erődöket.

### Kísérlet Burgundia megszerzésére
A lombard bárók felajánlották neki az itáliai koronát, de az ajánlatot hamarosan visszavonták, mivel nem akarták megsérteni a francia király. 1032-ben, III. Rudolf burgund király halála után betört a Burgundi Királyságba, hogy anyja jogának magának követelje a trónt. Csak II. Konrád német-római császár és az új francia király, I. Henrik tudták együttesen visszaverni. 1033-ban Odó ostrom alá vette Toult, de 1033. augusztus 20-án megérkeztek Konrád felmentő seregei és visszavonulásra kényszerült. Burgundiát pedig Konrád a Német-római Birodalom részévé tette.

### Halála
1034-ben a Meuse folyó völgyét dúlta 1037. november 14-én elfoglalta Bart és Aachen felé tervezett vonulni. A következő napon Commercy közelében vívott csata közben hunyt el, amikor újabb támadást indított Lotaringia ellen.

## Családja
Első felesége (1003/1004) Normandiai Matilda (? - 1005), I. Richárd normandiai herceg és második felesége, Gunnora lánya. A házasságból nem született gyermek. Matilda halála után bátyja, II. Richárd normandiai herceg megpróbálta visszaszerezni a kastélyt, de Odó ellenállt és végül II. Róbert király neki ítélte. Richárd válaszul felépített Tillières közelében egy másik várat, amit Odó sikertelenül próbált elfoglalni.
Második felesége (1005) Auvergne-i Ermengarde (? - 1042 után), IV. Vilmos, Auvergne grófja és Humberge de Brioude lánya. A házasságból három gyermek ismert:
- Theobald (kb. 1010 - 1089),[22] apja halála után III. Theobald, Blois grófja.
- István (? - 1048. május 19.)[22]
- Berta (? - 1085[23]),[24] első férje (1018) III. Alan bretagne-i herceg (997 - 1040).[20][25] Második férje (1046 után) IV. Hugó, Maine grófja (? - 1051).[26]